# Tour du Haut-Var 2001
Il Tour du Haut-Var 2001, trentatreesima edizione della corsa e valida come evento del circuito UCI categoria 1.2, si svolse il 24 febbraio 2001, su un percorso di circa 180 km. Fu vinto dall'italiano Daniele Nardello che terminò la gara con il tempo di 4h29'03", alla media di 40,141 km/h.
Al traguardo 72 ciclisti portarono a termine il percorso.

## Ordine d'arrivo (Top 10)
| Pos. | Corridore          | Squadra       | Tempo    |
| ---- | ------------------ | ------------- | -------- |
| 1    | Daniele Nardello   | Mapei         | 4h29'03" |
| 2    | Nicolai Bo Larsen  | CSC-Tiscali   | s.t.     |
| 3    | Davide Rebellin    | Liquigas      | s.t.     |
| 4    | Mario Aerts        | Lotto-Adecco  | a 3"     |
| 5    | Gianluca Bortolami | Tacconi Sport | a 31"    |
| 6    | Fabien De Waele    | Lotto-Adecco  | s.t.     |
| 7    | Fabrice Salanson   | Bonjour       | s.t.     |
| 8    | Sandy Casar        | F. des Jeux   | s.t.     |
| 9    | Serge Baguet       | Lotto-Adecco  | a 1'29"  |
| 10   | Florent Brard      | Festina       | s.t.     |